# سمسکنده علیا
سِمِسکَنده عُلیا، روستایی است از توابع بخش مرکزی شهرستان ساری در استان مازندران ایران می‌باشد.

## جنگل ها
این روستا در قسمت شرقی شهر ساری و در شمال جنگل شهید زارع ساری قرار دارد ، این روستا نیز در نزدیکی فرودگاه بین المللی دشت ناز ساری قرار دارد

## افراد سرشناس
رامین رضائیان بازیکن تیم ملی ایران شماره ۲۳

## جمعیت
سمسکنده روستائی در دهستان میان‌دورود کوچک قرار داشته و براساس آخرین سرشماری مرکز آمار ایران که در سال ۱۳۸۵ صورت گرفته، جمعیت آن ۸۷۴۵نفر (۱۹۵۵خانوار) بوده‌است. مردم سمسکنده به گویش ساروی زبان مازندرانی صحبت می‌کنند.